# الصخرة2 (بني ڭرفط)
الصخرة 2 هي إحدى مشيخات المملكة المغربية، تتبع جغرافيا لإقليم العرائش وإداريًا لبني ڭرفط. يقدر عدد سكانها بـ 1371 نسمة حسب الإحصاء الرسمي للسكان والسكنى لسنة 2004.